# Nemertesia inconstans
Nemertesia inconstans är en nässeldjursart som beskrevs av John Fraser 1948. Nemertesia inconstans ingår i släktet Nemertesia och familjen Plumulariidae. Inga underarter finns listade i Catalogue of Life.